# Cosmo Jazz
 (février 2019).
 (mai 2018).
Le Cosmo Jazz est un festival de jazz organisé par André Manoukian à Chamonix Mont-Blanc depuis 2010. 

## Histoire
L'idée de créer ce festival revient à l’initiative de André Manoukian et sa femme, Stéphanie, qui ont créé l'association « Cosmo Jazz » en 2010. La vallée de Chamonix est un endroit qui tient tout particulièrement à cœur à André Manoukian, puisque c'est là qu'il s'est installé et qu'il passait la majeure partie de ses vacances quand il était enfant.
Avec l'accord du maire, Éric Fournier, la première édition du festival est lancée à l'été 2010, avec un programme de trois jours de festival,.
Ce festival gratuit, accueillant des artistes allant des plus méconnus aux plus confirmés, s'étend sur une semaine, généralement la dernière semaine du mois de juillet.

## Présentation
Ce festival accueille des musiciens du monde entier. 
Le Cosmo Jazz se distingue par ses nombreux concerts en altitude. Les festivaliers s'installent sur les vastes étendues d'herbe qui, l'hiver, deviennent des pistes de ski et l'été, des sentiers de randonnée. Par exemple, des concerts ont lieu au lac Blanc ou au sommet du Brévent, à plus de 2 500 m d'altitude.
De 17h à 23h, le festival se poursuit dans le centre-ville de la commune de Chamonix, où de nombreux concerts animent les bars et les terrasses de café, mais surtout au point de rassemblement central qu'est le Parc Couttet, un grand parc verdoyant situé en plein centre-ville de Chamonix.
Tout au long du festival, des interventions impromptues se produisent, de jour comme de nuit. 

## Organisation
Le festival est organisé par André Manoukian, accompagné de Carine Zuber et Charles Vetter, notamment pour la programmation et la production. L'équipe organisatrice compte également une dizaine d'autres personnes. Par ailleurs, plus de 80 bénévoles participent au bon déroulement de l’événement.
Le Cosmo Jazz est un festival gratuit, mais l'accès à certains sites, notamment ceux desservis par des remontées mécaniques, reste payant. 

## Programmation

### Édition 2017
African Variations • Gren Sémé • Kumbia Boruka • Renaud Garcia-Fons • Ala.ni • Bcuc • Anthony Joseph • Pipon Garcia Trio • Electro Deluxe • Leyla Mccalla • Joce Mienniel Tilt • Moon Hooch • Pedro Soler & Gaspar Claus • Laurent Coulondre • Aufgang • Foehn Trio • Bachar Mar-Khalife • Metá Metá • Jameszoo • Mathias Duplessy & les Violons du monde • d.i.v.a • Cotonete featuring Amanda Roldan

### Édition 2016
Gogo Penguin • Amine & Hamza Trio • Anchorsong • Blick Bassy • Elina Duni • Biondini-Schaerer-Kalima-Niggli • Amira Medunjanin • Sylvain Rifflet • Malia • Aziz Sahmaoui Trio • Egopusher • Florian Favre trio • Julia Sarr • The Comet is Coming • Fœhn Trio • Edwin Sanz • Jeremy Hababou trio • Nox.3 • Ceux Qui Marchent Debout • Hervé Gourdikian quintet • André Manoukian quartet • yes we play Guillaume Perret

### Édition 2015
Moriarty • Mohamed Abozekry • Professor Wouassa • yom Guillaume Perret & the Electric Epic • Violons Barbares • Emile Parisien & Vincent Peirani • Gangbé Brass Band • Trio Joubran • Jungle by Night • Songhoy Blues • Youngblood Brass Band • André Manoukian quartet & Lena Chamamyan • Guts (live band) • Dan Tepfer • Yaron Herman

### Édition 2014
Sandra Nkaké & Jî Drû Duo • Grand Pianoramax • Vaudou Game • Ester Rada • Erika Stucky & Roots of Communication • Chassol • Minino Garay & les Frapadingos • Mayra Andrade • Iiro Rantala • Stéphane Galland «lobi» • Basel Rajoub « soriana » • Bigre • Chemirani & the Rythm Alchemy • Hypnotic Brass ensemble • Harold Lopez Trio

### Édition 2013
Erik Truffaz quartet • Get the Blessing • Bojan Z • Vinx Shai Maestro Trio • Trilok Gurtu quartet • Julian Sartorius Youn Sun Nah & Ulf Wakenius • Mohamed Abozekry quartet • Jacques Schwarz-bart « jazz racines haiti » • Mazalda

### Édition 2012
Piers Faccini solo • Tigran Trio • Magik Malik & Vincent Segal duo • Malcolm Braff • Kouyaté-Neerman • Ochumare • Battista Acquaviva & Gaguik Mouradian duo • Hamelmal Habate & Imperial Tiger Orchestra

### Édition 2011
Erik Truffaz trio Chemirani • Aziz Sahmaoui & University of Gnawa • Ibrahim Maalouf • Elina Duni quartet • Creole Choir of Cuba • Dhafer Youssef quartet

### Édition 2010
Malcolm Braff & Nicole Jo & Minino Garay • Portico quartet • Yaron Herman • Hadouk Trio • Sunil Dev • Spok Frevo Orquesta
En complément des artistes mis à l'affiche, chaque édition accueille de nouveaux artistes afin de les mettre en lumière, notamment ceux qui interviennent sur les terrasses de café au cœur de Chamonix.